# Unité urbaine de Gien
L'unité urbaine de Gien est une agglomération française centrée sur la commune de Gien, dans le Loiret, en région Centre-Val de Loire.

## Données générales
Dans le zonage réalisé par l'Insee en 2010, l'unité urbaine était composée de deux communes.
Dans le nouveau zonage réalisé en 2020, elle est composée des deux mêmes communes.
En 2022, avec 14 591 habitants, elle représente la 3e unité urbaine du département du Loiret.

## Composition de l'unité urbaine en 2020
Elle est composée des deux communes suivantes :
| Nom                 | Code Insee | Département | Statut       | Superficie (km2) | Population (dernière pop. légale) | Densité (hab./km2) | Modifier                                    |
| ------------------- | ---------- | ----------- | ------------ | ---------------- | --------------------------------- | ------------------ | ------------------------------------------- |
| Gien (ville-centre) | 45155      | Loiret      | ville-centre | 67,86            | 13 431 (2022)                     | 198                | modifier les données · modifier les données |
| Nevoy               | 45227      | Loiret      | banlieue     | 30,75            | 1 160 (2022)                      | 38                 | modifier les données · modifier les données |

## Évolution démographique
| 1968   | 1975   | 1982   | 1990   | 1999   | 2008   | 2013   | 2020   |
| ------ | ------ | ------ | ------ | ------ | ------ | ------ | ------ |
| 12 809 | 15 198 | 16 766 | 17 484 | 16 351 | 16 445 | 15 802 | 14 733 |

#### Données générales
- Unité urbaine
- Aire d'attraction d'une ville
- Aire urbaine (France)
- Liste des unités urbaines de France

#### Données démographiques en rapport avec l'unité urbaine de Gien
- Aire d'attraction de Gien
- Arrondissement de Montargis

#### Données démographiques en rapport avec le Loiret
- Démographie du Loiret